# 르워토비
르워토비(Lewotobi)는 인도네시아 플로레스섬 남동부에 위치한 쌍둥이 화산이다. 이 화산에는 두 개의 봉우리가 있다. 르워토비 라키라키(남성 르워토비)와 르워토비 페룸푸안(여성 르워토비) 성층 화산이며, 눈에 띄는 측면 원뿔인 르워토비 일리워카르는 르워토비 페룸푸안의 동쪽 측면에 위치한다. 더 활동적인 르워토비 라키라키는 더 높은 르워토비 페룸푸안에서 북서쪽으로 약 2.1 km (1.3 mi) 떨어져 있다.
이름의 오래된 형태로는 로베타비, 로보티보, 로비 토비 등이 있다.

## 문화 및 명명법
르워토비 라키라키와 르워토비 페룸푸안이라는 이름은 지역 전통을 반영하며, 화산은 종종 "남편과 아내"로 묘사되는 상징적인 한 쌍으로 간주된다. 이 복합체의 오래된 이름으로는 로베타비, 로보티보, 로비 토비가 있다.

## 지질학
르워토비의 쌍둥이 봉우리는 용암, 화산재, 화산 잔해가 연속적으로 쌓여 형성된 전형적인 성층 화산이다. 이 화산들은 인도-오스트레일리아판이 유라시아판 아래로 섭입하여 형성된 소순다 열도 화산호의 일부이다. 이 지역은 지진 활동이 활발하며, 잦은 지각 및 화산 지진이 발생한다.

### 분화구 크기
르워토비 라키라키: 너비 약 400 m
르워토비 페룸푸안: 너비 약 700 m
분출 물질: 주로 안산암

## 분화

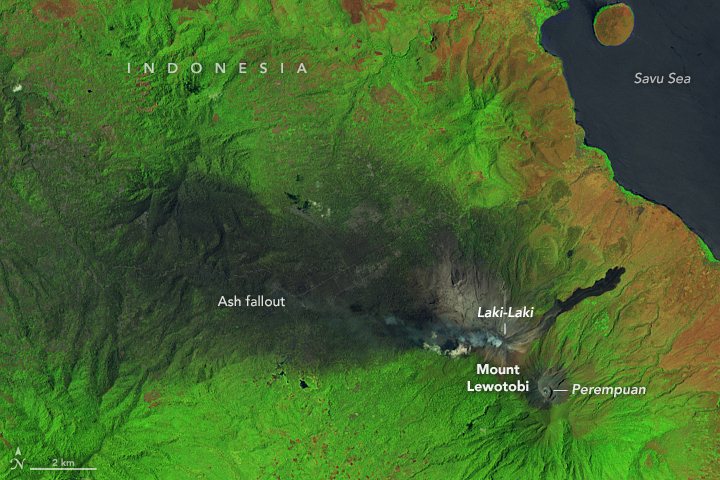
2024년 11월 5일 르워토비 라키라키산 분출의 위성 사진.

### 2023년
르워토비 라키라키에서는 12월 23일부터 분화가 계속되고 있으며, 2024년 1월 현재 최대 6,500명이 대피했다.

### 2024년

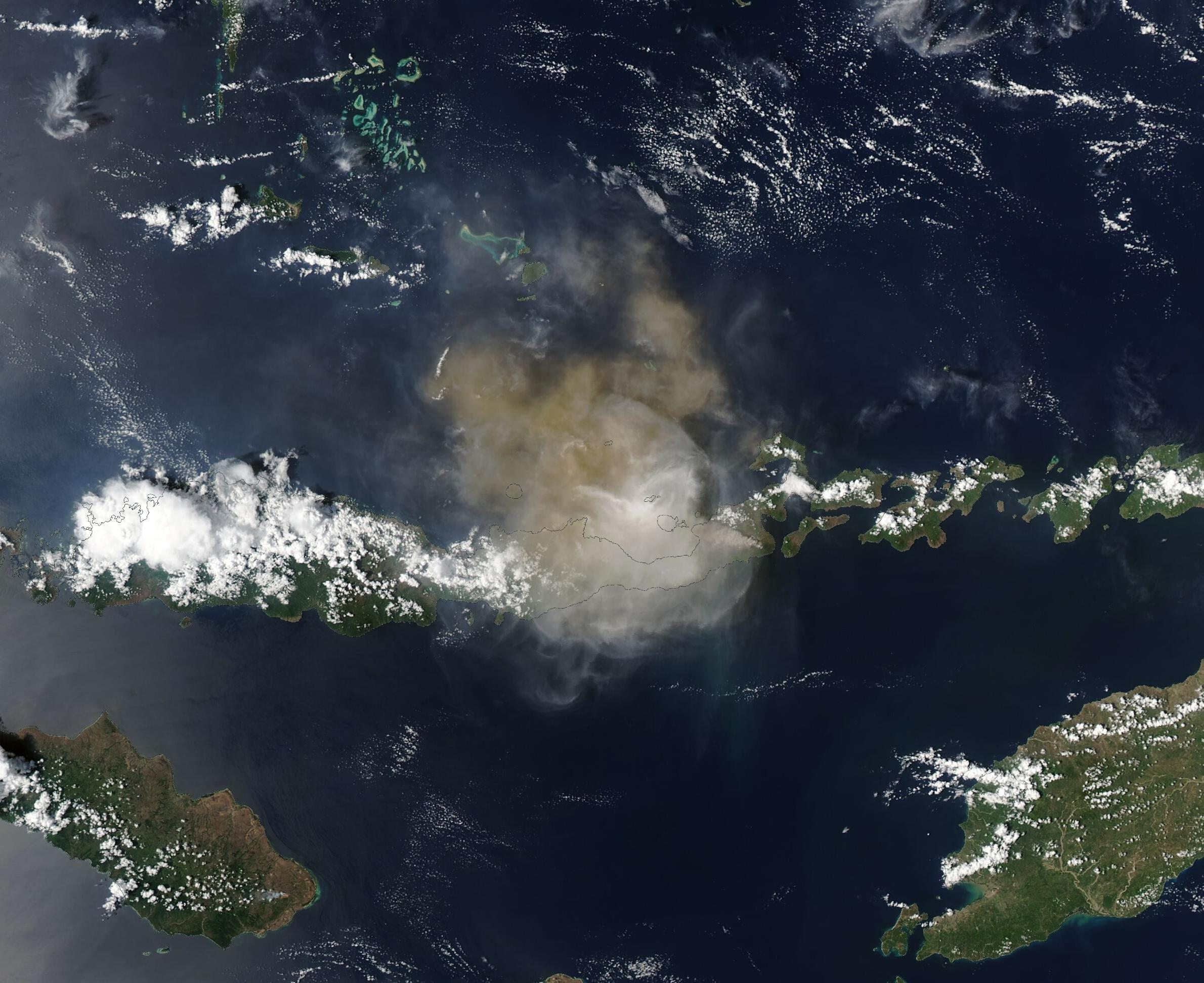
미국 항공 우주국의 아쿠아 위성이 플로레스섬 르워토비산의 2024년 11월 8일 분출의 실제 색상 이미지를 촬영했다.

11월 4일, 화산은 약 4 km (2.5 mi) 떨어진 여러 마을에 용암 파편을 뿜어내어 가옥을 파괴하고 9명을 사망시켰다. 화산 및 지질 재해 완화 센터는 화산 주변 7 km (4.3 mi) 반경을 대피할 것을 권고했다. 7개 마을이 분화로 인해 피해를 입었다. 11월 7일 더 큰 분출이 발생했다. 11월 8일, 화산은 여러 차례 분출했으며, 한때 높이 10 km (6.2 mi)에 달하는 화산재 기둥을 형성했다. 11월 9일에는 다시 분출했으며, 당국은 인근 마을 주민 약 16,000명을 대피시키기 위해 분주했다. 이 분화로 인해 발리주의 항공편 운항이 중단되고 라부안 바조의 재즈 페스티벌이 취소되었다.

### 2025년
3월 21일, 르워토비 라키라키가 분출하여 화산재 구름이 8 km (5.0 mi) 높이까지 치솟았다. 당국은 경보를 최고 수준으로 올렸고, 젯스타 항공은 발리로 가는 일부 항공편을 취소했다. 이 분출은 3월 13일부터 이어진 소규모 분출 이후 발생했다. 대피 중 한 명이 부상을 입었지만, 보고된 세부 사항은 불분명했다. 발리 공항은 계속 운영되었지만, 국제선 7편이 취소되었다. 지질 기관은 용암류와 지속적인 활동에 대해 경고했다.
5월 18일, 르워토비 라키라키가 다시 분출하여 당국이 인도네시아의 최고 화산 경보 수준을 격상시켰다.
6월 17일, 르워토비 라키라키가 분출하여 화산재 구름이 11 km (6.8 mi) 높이까지 치솟았고, 당국은 인도네시아의 최고 화산 경보 수준을 다시 격상시켰으며, 90 km (56 mi)에서 150 km (93 mi) 거리에서도 분출 기둥이 보였다. 대기 중으로 방출된 화산재의 양으로 인해 여러 항공편이 취소되었다.
7월 7일 두 차례의 대규모 분출이 발생하여 파편이 8 km (5.0 mi) 떨어진 곳까지 튀었고, 분화구에서 5 km (3.1 mi) 떨어진 곳까지 화산쇄설류가 도달했으며, 13 km (8.1 mi) 높이의 화산재 구름을 형성했다. 발리에서 최소 24편의 항공편이 취소되었다. 대피 중 오토바이에 부딪혀 한 명이 부상을 입었고, 다른 한 명은 호흡 곤란으로 병원에 입원했다. 7월 8일과 8월 1일에 추가 분출이 발생했다. 8월 2일에 다시 분출하여 화산 물질이 18km (11마일) 상공으로 솟아올랐지만, 사상자는 보고되지 않았다. 분화로 인한 진동은 지진계에 기록되었으며, 이 분화는 2010년 므라피산 분화 이후 인도네시아에서 가장 큰 분화 중 하나였다.

## 같이 보기
- 인도네시아의 화산 목록

## 참고 문헌
- “르워토비”. 《전지구 화산 계획》. 스미스소니언 협회.